# زیدان سرتدمیر
زیدان سرتدمیر (انگلیسی: Zidan Sertdemir؛ زادهٔ ۴ فوریهٔ ۲۰۰۵) بازیکن فوتبال اهل دانمارک است.
وی همچنین در تیم ملی فوتبال دانمارک، در رده‌های پایه بازی کرده‌است. وی همچنین با عبور از ایکر براوو، جوان‌ترین بازیکن تاریخ بایر لورکوزن در بوندس‌لیگا شد.

## دوران باشگاهی
سرتدمیر محصول جوانان باشگاه فوتبال بروندبی است و در سن ۱۲ سالگی به آکادمی نوردسلاند نقل مکان کرد. او در ۱۵ ژوئن ۲۰۲۱ با امضای قراردادی ۳ ساله به باشگاه آلمانی بایر لورکوزن منتقل شد. او اولین بازی بزرگسالان خود را با بایرلورکوزن در ۷ نوامبر ۲۰۲۱ در جریان بازی ۱–۱ از رقابت‌های بوندسلیگا با باشگاه فوتبال هرتا برلین انجام داد. سرتدمیر با ۱۶ سال و ۲۷۶ روز، جوان‌ترین اولین بازیکن تاریخ بایرلورکوزن در بوندسلیگا و دومین بازیکن جوان در بوندسلیگا بعد از یوسف موکوکو است.

## تیم ملی
او بازیکن تیم ملی فوتبال جوانان دانمارک است که نماینده تیم‌های فوتبال زیر ۱۶ سال دانمارک و زیر ۱۷ سال دانمارک بوده‌است.

## زندگی شخصی
پدرش از طرفداران زین الدین زیدان بود، بنابراین او را زیدان که تلفظ ترکی نام این اسطوره نامید. سرتدمیر از نظر تبار به ترکیه می‌رسد.